# 카누 경기

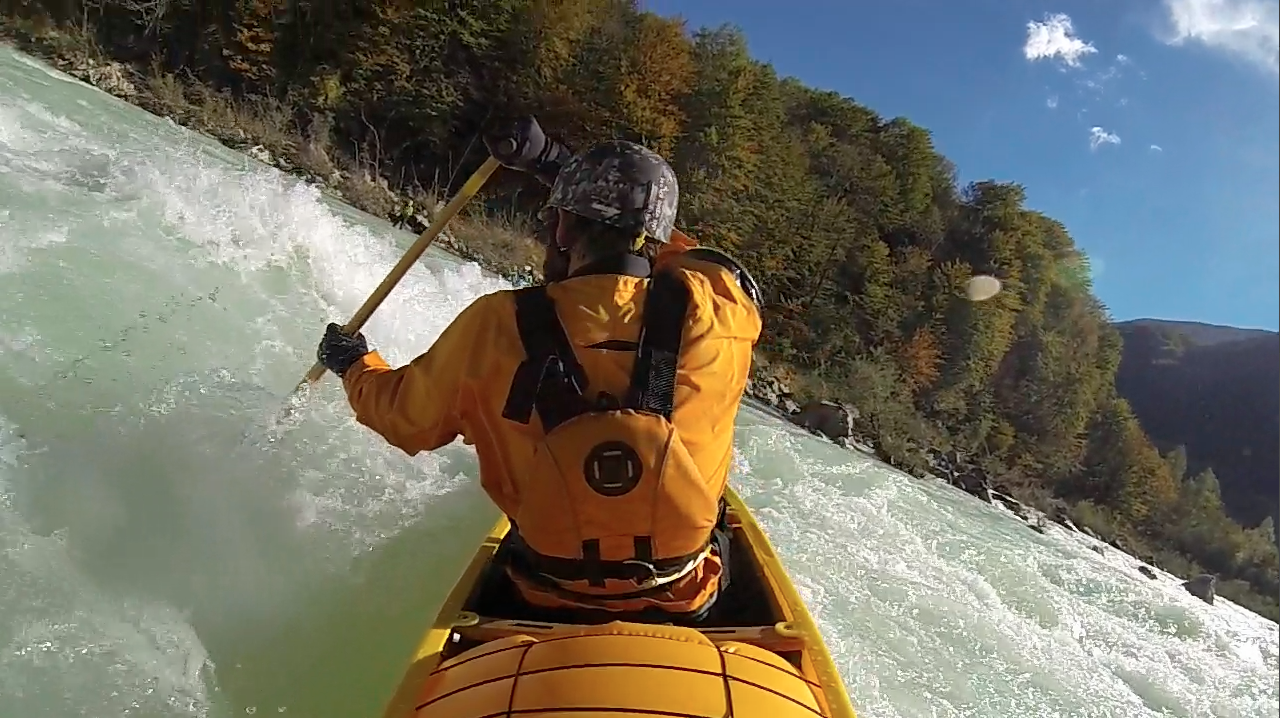

카누 경기(canoeing)는 아주 작은 보트로 하는 수상 경기이다. 잔잔한 호수 혹은 급류에서 속도를 겨룬다. 올림픽 정식 종목으로 채택된 것은 1936년의 11회 대회 때부터이다. 한쪽으로 노를 젓는 캐나디언 카누와 양쪽으로 번갈아 노를 젓는 카약으로 구분한다. 국제 선수권에서 채택하는 종목을 보면 캐나디언 카누에서는 1인승·2인승이 있고, 카약은 1인승·2인승·4인승이 있다. 급류에서는 게이트를 통과하는 슬랄롬 경기와 3km 이상의 급류에서 스피드를 겨루는 와일드 워터 경기도 있다.

## 같이 보기
- 카누
- 대한카누연맹
- 대한장애인카누연맹